# Malabári szarvascsőrű
A malabári szarvascsőrű (Anthracoceros coronatus) a madarak osztályába, a szarvascsőrűmadár-alakúak (Bucerotiformes) rendjébe és a szarvascsőrűmadár-félék (Bucerotidae) családjába tartozó faj.

## Rendszerezése
A fajt Pieter Boddaert holland orvos, biológus és ornitológus írta le 1783-ban, a Buceros nembe Buceros Coronatus néven.

## Előfordulása
India és Srí Lanka területén honos. Természetes élőhelyei a szubtrópusi és trópusi síkvidéki esőerdők és mocsári erdők. Állandó, nem vonuló faj.

## Megjelenése
Testhossza 65 centiméter, testtömege 570-1180 gramm. Sisakjának eleje és tollazata nagy része fekete, arcán egy folt, a melle és a hasa fehér. Csőre és a sisak másik fele sárga.
|  |  |

## Életmódja
Főleg gyümölcsökkel táplálkozik, de fogyaszt halat és kisebb emlősöket is.

## Szaporodása
A tojó egy fa üregébe készíti fészkét, melynek a nyílását befalazza, hogy csak a hím csőrében lévő táplálék férjen be. Fészekalja 2-3 tojásból áll. Ha a fiókák kinövik az üreget a tojó kitör és újra befalazza a nyílást, majd a hímmel együtt táplálja az utódokat.

## Természetvédelmi helyzete
Az elterjedési területe még nagy, de folyamatosan csökken, egyedszáma is csökken. A Természetvédelmi Világszövetség Vörös listáján mérsékelten fenyegetett fajként szerepel.

## Fordítás
- Ez a szócikk részben vagy egészben  a   Malabar Pied Hornbill című angol Wikipédia-szócikk ezen változatának fordításán alapul.  Az eredeti cikk szerkesztőit annak laptörténete sorolja fel. Ez a jelzés csupán a megfogalmazás eredetét és a szerzői jogokat jelzi, nem szolgál a cikkben szereplő információk forrásmegjelöléseként.